# Емма Попик
Емма Попик (пол. Emma Popik, 9 березня 1949, Скемпе — 4 лютого 2025) — польська письменниця-фантастка та дитяча письменниця.

## Біографія
Емма Попик народилась у містечку Скемпе у 1949 році. Після закінчення факультету польської філології Гданського університету вона спочатку працювала вчителькою, а потім асистентом у Вищій учительській школі в Бидгощі та редактором у Видавництві Морського Інституту. Пізніше Емма Попик тривалий час жила в Лондоні, а після повернення до Польщі живе у Гданську, де працює головним редактором видавництва, а також заснувала журнал «Nowy Kurier Nadbałtycki», в якому є головним редактором.

## Літературна діяльність
Емма Попик розпочала свою літературну діяльність із публікації під псевдонімом «Емма Попісс» оповідання «Чемпіон» (пол. Mistrz) в третьому номері журналу «Fantastyka» за 1983 рік. Свої твори письменниця публікувала також у журналах «Przegląd Techniczny» і «Fenix». У 1986 році вийшла друком збірка її науково-фантастичних оповідань «Тільки Земля» (пол. Tylko Ziemia). У 1988 році вийшла друком її роман «Рапорт» (пол. Raport), а в 1994 році збірка віршованих творів «Кипляче повітря» (пол. Wrzące powietrze). у 1995 році вийшла друком збірка науково-фантастичних оповідань письменниці «Брами страху» (пол. Bramy strachu), а в 1999 році вийшло друком її паранауково-фантастичне есе «Генетика богів» (пол. Genetyka bogów). У 2004 році вийшла друком збірка творів для дітей «Вхід до казки» (пол. Wejście do baśni). У 2009 році вийшла збірка науково-фантастичних оповідань письменниці «План» (пол. Plan). Останньою збіркою Емми Попик є збірка фантастичних оповідань «Третя цицька» (пол. Trzeci cycek), яка вийшла друком у 2014 році. оповідання письменниці також друкувалися в антологіях науково-фантастичних творів «Bliskie spotkania. Opowiadania fantastyczne», «Almanach literacki Iskier», «Co większe muchy». Твори Емми Попик перекладені чеською та японською мовами, а також мовою есперанто.
Емма Попик є автором низки статей з проблеми НЛО, і друкувала статті на цю тему в британській, фінській, китайській та американській пресі, а також перекладала паранаукові книжки на тему НЛО з англійської мови. Вона також є членом товариства з вивчення НЛО «Mutual UFO Network».

## Премії та нагороди
У 2006 році Емма Попик стала лауреатом премії президента міста Гданська в царині культури.

### Романи
- Рапорт (пол. Raport, 1988)

### Збірки оповідань
- Тільки Земля (пол. Tylko Ziemia, 1986)
- Брами страху (пол. Bramy strachu, 1995)
- План (пол. Plan, 2009)
- Інтерв'ю з Богом (пол. Wywiad z Bogiem, 2013)
- Третя цицька (пол. Trzeci Cycek, 2014)

### Інші твори
- Кипляче повітря (пол. Wrzące powietrze, 1996) — віршовані твори
- Генетика богів (пол. Genetyka bogów, 1999) — фантастично-паранаукові есе
- Вхід до казки (пол. Wejście do baśni, 2004) — твори для дітей
- Таємниця Емільки (пол. Tajemnica Emilki, 2014) — твори для дітей
- Золота міль (пол. Złota Ćma, 2014) — твори для дітей